# William Prescott
William Prescott (Groton, 20 de fevereiro de 1726 – Pepperell, 13 de outubro de 1795) foi um coronel das forças independentistas americanas,que durante a Guerra da Independência dos Estados Unidos comandou tropas na Batalha de Bunker Hill contra as forças britânicas e lealistas.

## Biografia

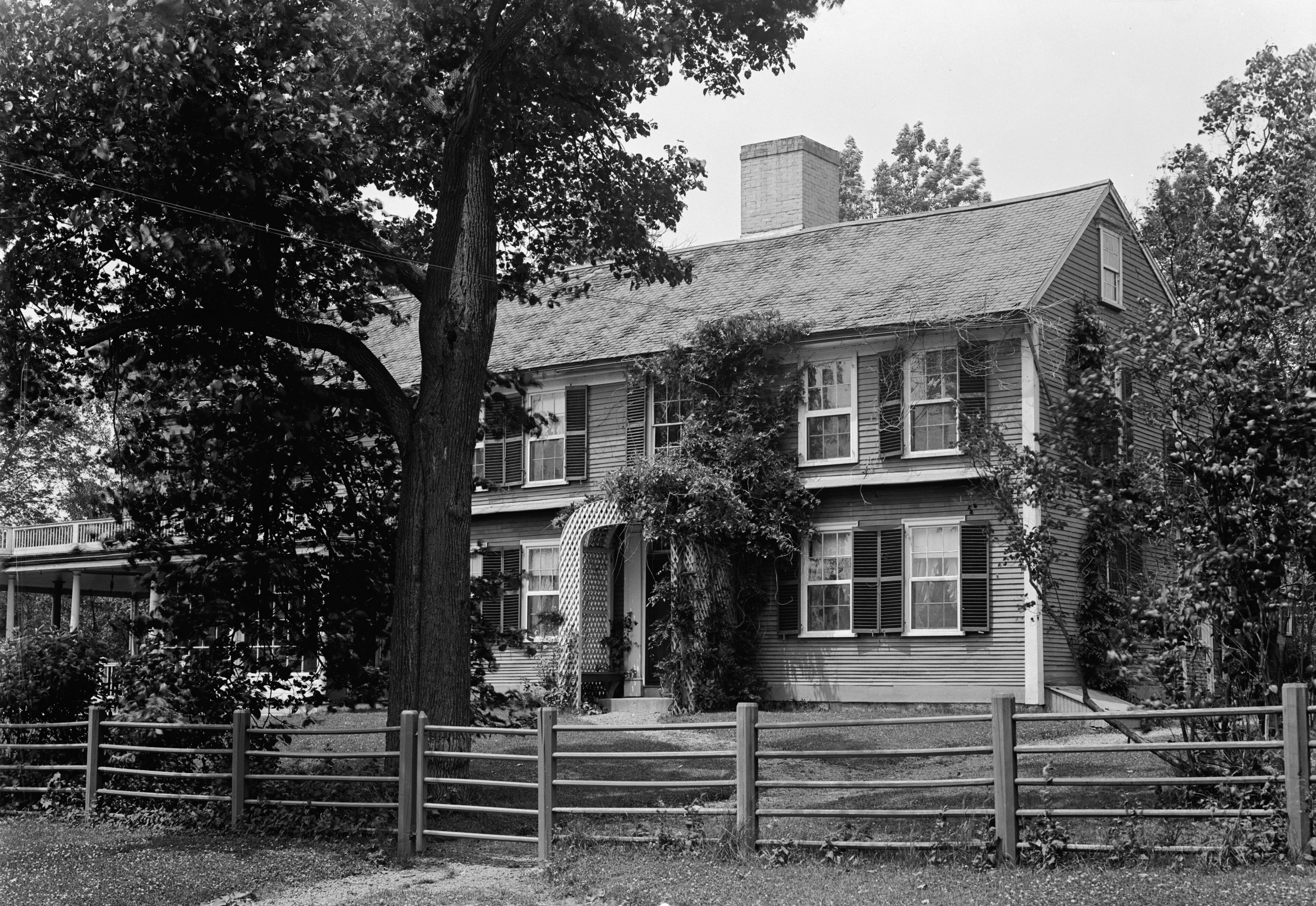
Casa do coronel William Prescott em Pepperell, Middlesex County, Massachusetts (fotografada a 18 de Junho de 1941).

William Prescott nasceu em Groton, Massachusetts, a 20 de Fevereiro de 1726, filho de Benjamin Prescott (1696-1738) e Abigail Oliver Prescott (1697-1765).
Casou com Abigail Hale (1733-1821), a 13 de Abril de 1758, e tiveram um filho, também William Prescott (Jr.) em 1762 que estudou direito e se fixou em Salem, onde se tornou num dos mais prestigiados advogados do seu tempo. A partir de 1808 passou a praticar em Boston, para onde se mudou com a família.
Para além de Bunker Hill, Prescott também serviu na guerra contra os franceses e índios e participou nas batalhas de New York em 1776 e de Saratoga em 1777.
Foi avô paterno de William Hickling Prescott, um famoso historiador e escritor norte-americano.